# Soram Anganba Poirei
Soram Anganba Poirei (* 24. Dezember 1992 in Imphal) ist ein indischer Fußballspieler, der als Torwart zum Einsatz kommt.

## Karriere

### Jugend
Soram Anganba Poirei kam 1991 in Imphal zur Welt, der Hauptstadt des indischen Bundesstaates Manipur. Eigenen Angaben zufolge hatte er kein eigenes Interesse am Fußball; es war sein Vater, der ihn motivierte, sich damit auseinanderzusetzen. Seine ersten fußballerischen Erfahrungen sammelte Anganba Poirei daher erst 2002 im Alter von zehn Jahren.
Im Jahr 2004 spielte Anganba Poirei für NCC Imphal im Subroto Cup, einem indischen Turnier von bzw. für Fußballschulen.
Drei Jahre später folgte die Aufnahme in die von Tata Steel finanzierte Tata Football Academy in Jamshedpur, wo er sich aber aus verschiedenen Gründen nicht durchsetzen konnte. Stattdessen wechselte er an die IFA Academy im Bundesstaat Westbengalen, die von dem regionalen Fußballverband Indian Football Association betrieben wird.
Danach kehrte er nach Imphal zurück, um für den Thau FC in der regionalen Liga des Bundesstaates Manipur (Manipur State League) zu spielen. Zudem trat er für die Regionalauswahl Manipurs beim Kampf um die B.C. Roy Trophy, einem jährlich abgehaltenen Wettbewerb für die U-19-Mannschaften der indischen Bundesstaaten, an. Für die Mannschaft der Santosh Trophy, einem 1941 eingeführten Wettbewerb, der bis 1996 quasi als die indische Meisterschaft galt, erwähnte er jedoch keine Berufung. Anschließend spielte er noch eine Saison für das U-19-Team von Pune FC.

### Profi-Karriere
Den Einsatz noch als Minderjähriger für den unterklassigen Verein Thau FC bezeichnete Anganba Poirei selbst als den Beginn seiner professionellen Laufbahn. Die höchste Spielklasse erreichte er 2011 mit seinem Wechsel zu dem I-League-Club Shillong Lajong FC aus Shillong im Bundesstaat Meghalaya.
Es folgte für die Spielzeit 2012/2013 der ligainterne Wechsel zu den „Pailan Arrows“ (mittlerweile „Indian Arrows“), einem speziell für den indischen Nationalmannschaftsnachwuchs konzipierten Team, das im Hinblick auf die Fußballweltmeisterschaft Spielpraxis im Ligabetrieb sammeln sollte. Dort stand er 18 mal in der Startaufstellung.
In den Spielzeiten 2013–2015 gehörte Anganba Poirei erstmals dem Team von Bengaluru FC an. Gegen Ende dieser Phase feierte er seine bis dato größten Erfolge: Die Meisterschaft 2015 in der I-League, der höchsten indischen Spielklasse neben der Indian Super League und den Gewinn des Federation Cups 2015.
An diese Phase schlossen sich bis zum Ende der Spielzeit 2017/2018 fünf Engagements bei Vereinen der I-League bzw. Indian Super League an, bei denen Anganba Poirei nur jeweils eine Saison verbrachte: Aizawl FC, Delhi Dynamos FC, DSK Shivajians FC, Mohun Bagan AC und Atlético de Kolkata.
Im Sommer 2018 meldete Bengaluru FC, mittlerweile in die Indian Super League gewechselt, die Rückkehr von Anganba Poirei.

### Nationalmannschaft
Im Februar 2012 wurde die erste, 68 Namen umfassende, Liste von Spielern bekannt, die für die U-23-Fußballnationalmannschaft in Frage kommen, die sich für die im Januar 2014 stattfindende U-22-Fußball-Asienmeisterschaft qualifizieren sollte. Einer der sieben Torhüter in dieser ersten Auswahl war Anganba Poirei. Auch nach dem Vorbereitungslager gehörte er weiterhin der Auswahl für die Qualifikationsspiele an. Da mit Gurpreet Singh Sandhu ein Torhüter zum Vizekapitän ernannt wurde, fuhr er als Ersatzmann mit.

## Sonstiges
Im Jahr 2012 bezeichnete Anganba Poirei Edwin Van der Sar, den ehemaligen Torhüter von Manchester United, als sein Vorbild aus dem internationalen Bereich. Zudem erachtete er zwischenzeitlich das Team aus England als das „beste Team der Welt“.

## Erfolge
- I-League: Meister 2015
- Federation Cup: Sieger 2015